# Schleißheim
Schleißheim è un comune austriaco di 1 312 abitanti nel distretto di Wels-Land, in Alta Austria.